# Обресков, Василий Александрович
 Василий Александрович Обресков  (1782 — 13 июня 1834) — московский полицмейстер, камергер, статский советник из рода Обресковых.

## Биография
Родился в 1782 году. Сын выборгского генерал-губернатора, генерала от кавалерии Александра Васильевича Обрескова, племянник московского губернатора Н. В. Обрескова. Службу начал в 1802 году юнкером в коллегии иностранных дел. 1 мая 1804 года произведен в корнеты, с определением в Екатеринославский кирасирский полк. В 1805 году назначен адъютантом к инспектору кавалерии Обрескову. 23 июля 1806 года переведен в Кавалергардский полк. Участвовал в походах и сражениях: в 1808 году при князе Багратионе в Швеции, в сражениях у Мемеля и при занятии Тавастгуса.
Принимал участие в сражении под Биернеборгом, за что получил Высочайшее благоволение. 5 марта при занятии Або, откуда он был послан графом Буксгевденом к Государю с донесением о покорении города, за что он получил от Его Императорского Величества бриллиантовый перстень. 16 сентября за дело при селе Зельзинг пожалован орденом святой Анны 3 степени. В 1808 году поступил во фронт, а в 1809 году произведен в поручики. С 9 января 1809 года находился при князе Багратионе и исполнял различные поручения.
В 1810 году назначен адъютантом к московскому главнокомандующему графу Гудовичу, а в 1812 году к графу Растопчину. В 1813 году произведен в штабс-ротмистры и пожалован орденом святого Владимира 4 степени. В 1816 году переименован в ротмистры, а 25 декабря того же года по болезни уволен со службы с мундиром. В 1817 году определен на службу по кавалерии в чине подполковника, с назначением полицмейстером в Москву. В 1821 году пожалован орденом святой Анны 2-й степени, а в 1823 году произведен в полковники. В 1827 году пожалован орденом святой Анны 2-й степени с алмазными украшениями. 3 сентября 1827 года уволен со службы к статским делам, с переименованием в статские советники.
В 1828 году определен за обер-прокурорский стол 7-го департамента сената. В 1831 году получил Высочайшее благоволение за деятельность во время эпидемии холеры в Москве. В том же году пожалован камергером. Скончался 6 июня 1834 года в Москве.

## Семья
С 1813 года Обресков был женат на княжне Прасковье Васильевне Хованской (1786—1851), дочери сенатора Василия Алексеевича Хованского и первой жены его Екатерины Петровны, урождённой Нарышкиной. Д. Н. Свербеев отзывается о Прасковье Васильевне как об «умной женщине, славной музыкантше, но иногда несносной своим фразёрством». Одна из современниц в декабре 1813 году писала:
Я встретила молодых Обресковых. Жена не дурна, а муж не так несносен, как был прежде, потому что, отказавшись от волокитства, он перестал красоваться и говорит меньше глупостей. Я слышала, ему прочат должность полицмейстера. Хорош выбор: кто дурак, кто плут, или то и другое вместе.
Супруги имели дочь Екатерину (1815—?), которая была замужем за Василием Васильевичем Обуховым (1806—1879), корнетом лейб-гвардии Уланского полка; их дочь Софья Обухова была женой самарского губернатора Н. П. Мансурова.